# Christian Funck
Christian Funck (* 8. April 1659 in Lübeck; † 10. November 1729 in Aurich) war ein deutscher Pastor und Geschichtsschreiber.

## Leben
Christian Funck war ein Sohn des Schneiders Hans Funck und dessen Ehefrau Catharina, geborene Nicolai. Er besuchte das Katharineum zu Lübeck. Mit Stipendien aus seiner Geburtsstadt studierte er ab Juni 1681 Theologie an der Universität Rostock und disputierte im Folgejahr über den Novatianismus. 1684 ging er in das Oldenburgische und arbeitete drei Jahre als Hauslehrer. Die Stelle hatte ihm ein Gönner vermittelt. Es handelte sich wahrscheinlich um Christoph Gensch von Breitenau, den Funck mit einer Widmung seiner zweiten Auflage des Büchleins Poetische Leiden-Cypressen bedachte.
Im November 1686 lebte Funck nachweislich in Oldenburg. Von 1687 bis 1692 arbeitete er als Hofprediger von Sophie Catharina, deren Ehemann Anton Günther verstorben war, in Neuenburg. Von hier aus betreute er als Seelsorger darüber hinaus eine kleine Garnison am Ellenser Damm. 1692 erhielt er einen Ruf als Diakon an die Stadtkirche von Aurich. Nachdem Hauptpastor Franz Albert Nessel gestorben war, übernahm er 1697 die Ämter des Hauptpastors und Seniors. Da bis 1798 kein Generalsuperintendent existierte, wirkte er darüber hinaus bis dahin als Hofprediger.
Während der Zeit in Aurich geriet Funck in zahlreiche Konflikte mit Pietisten. Fürst Christian Eberhard kannte pietistische Theorien von Residenzen in Süddeutschland und Franken. Zudem kannte er Philipp Jakob Spener persönlich und versuchte, den Pietismus in Ostfriesland zu unterstützen. Nachdem Enno Rudolf Brenneysen 1697 einen Ruf zum „Advocatus fisci“ (Staatsanwalt) erhalten hatte, eskalierten die Unterschiede zwischen orthodoxen Geistlichen und pietistischen Regierenden öffentlich. Brenneysen wurde unter Fürst Georg Albrecht Regierungs- und Konsistorialrat und Kanzler. Er veranstaltete häusliche Konventikel und fühlte sich von Funck kritisiert, der in Aurich 1697 in seinen Predigten wiederholt Warnungen vor „falschen Propheten“ aussprach, darunter gegen Brenneysens Lehrer Christian Thomasius.
Brenneysen beschwerte sich schriftlich über Funck, woraufhin dieser im Januar 1698 in Bremen die „Christlich-gemeinte Entdeckung“ in den Druck gab. Auf die 43 Punkte umfassende Zusammenstellung pietistischer Abweichungen antwortete Brenneysen mit einer Gegenschrift, Funck daraufhin 1698 in Emden mit seiner „abgenötigten Antwort“. Der Landesherr rügte Funck, der einen erfolglosen Appell an den kaiserlichen Reichshofrat in Wien richtete. Der schriftlich ausgetragene Streit währte beiderseits noch einige Zeit, bevor Philipp Jakob Spener Brenneysen riet, sich zurückzuhalten.

## Werke
Funck galt als sehr vielseitig interessierte Persönlichkeit, die sich mit Naturereignissen beschäftigte. Sein Historischer Bericht behandelte die Allerheiligenflut 1570. Darüber hinaus liebte er Musik, Poesie und dichtete selbst Kirchenlieder. Sein wichtigstes Werk ist ein Manuskript der Stadt Aurich. Er gliederte diese Chronica der Stadt Aurich in 18 Bücher und schrieb zunächst die ersten 16 Bücher, die die Jahre bis 1716 behandeln. In einer Fortsetzung schrieb er später zwei weitere Bücher, in denen er das Jubiläumsjahr der Reformation, die Sturmfluten der Jahre 1717 und 1718 sowie „weitere denkwürdige Begebenheiten“ beschrieb.
Ein Antrieb für Funck, seine Chronik fortzuführen, kann gewesen sein, dass sein Kontrahent Brenneyen 1720 die zwei Bände umfassende Ost-Friesische Historie und Landesverfassung veröffentlichte. Als Beigabe zu seiner Chronik erstellte er eine Liste der Regenten Ostfrieslands und der dortigen Superintendenten, Hofprediger und Pastoren. Danach beschäftigte er sich mit Dichtungen und schuf 1728 Poetische Sieges-Palmen.
Funck gab selbst keinen Druck seiner Chronik in Auftrag. Das Original existiert heute nicht mehr. Bei dem bekannten Manuskript, das heute die Große Kirche in Emden besitzt, handelt es sich um eine von Funck erstellte Abschrift des eigentlichen Werkes. Das ursprüngliche Manuskript erbte die Familie. Erben eines Sohnes von Funck gaben den Druck in Auftrag. Christian Funcks Ost-Friesische Chronik erschien zwischen 1784 und 1788.
Funcks Werk ist die erste umfangreichere Darstellung der Geschichte Ostfrieslands, die in hochdeutscher Sprache geschrieben wurde. Die vorherigen Chronisten Eggerik Beninga und Ubbo Emmius arbeiteten in mitteldeutscher bzw. lateinischer Sprache. Emmius Historia nostri temporis wurde erst 1732 in Groningen veröffentlicht. Funck kann sie daher nicht gelesen haben und erarbeitete den Zeitraum von 1562 bis 1718 selbstständig, wobei er auf zeitgenössische Literatur zurückgriff. Da er bis zu diesem Zeitpunkt nicht bekannte Informationen über die Familie des Grafen Edzard I. notierte, muss er Zugang zum Archiv des Fürsten gehabt haben.
Drei Jahre nach Funcks Chronik erschien der erste Band der Ostfriesischen Geschichte von Tileman Dothias Wiarda. Dies erschwerte die Verbreitung von Funcks Geschichtsschreibung. Trotzdem handelt es sich um eine unentbehrlich Quelle für Forschungen zu Ostfriesland, insbesondere zur Historie von Aurich.

## Familie
Funck heiratete am 24. April 1688 Sophia Catharina Flörke (* 10. April 1661 in Neuenburg; begraben am 23. Juni 1728 in Aurich). Ihr Vater war der Neuenburger Amtmann Johann Flörke, der mit Anna Elisabeth, geborene von Mandelsloh verheiratet war. Das Ehepaar Funck hatte vier Töchter und zwei Söhne, darunter Anna Elisabeth Eberhardine, die 1716 den Resterhafer Prediger Hekelius heiratete.